# Bojla
A bojla, később bujla, a középkori eurázsiai sztyeppe török népeinél gyakran előforduló méltóságnév volt. Eredete ismeretlen. Valószínűleg ebből a méltóságnévből ered a magyar Béla keresztnév.
Már a türköknél előfordul, általában összetett méltóságnevekben, mint például Tonjukuk bojla baga tarkan esetén.
A 8. század közepén a kínai forrásokban az Ujgur Birodalom egyik főembere viselte.
A dunai ősbolgárokkal kapcsolatban is felbukkan a forrásokban más címekkel kombinálva – például icsirgü bojla, azaz „belső bojla”, ami 969 körül elszlávosodva már csregubiljának hangzott –, ahol magas katonai és közigazgatási rangot jelentett. Egyes nyelvészek szerint esetleg ebből származhat a bolgár-szláv bojár nemesi rang.
A nagyszentmiklósi kincsen személynévként fordul elő.